# استجابة توجهية

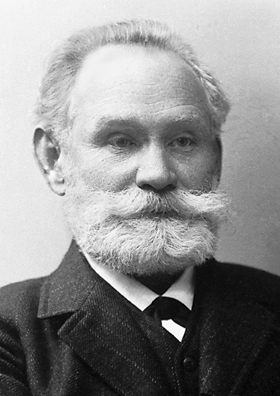

الاستجابة التوجّهيّة، ويُطلق عليها أيضًا المُنعكَس التوجّهي، هي استجابة الكائن الحي الفورية تجاه تغيير ما في البيئة المحيطة به عندما لا يكون هذا التغيير مفاجئًا بما يكفي لاستثارة مُنعكَس الإجفال. وأول من وصف الظاهرة الفيسيولوجي الروسي إيفان سيتشينوف (Ivan Sechenov) في كتابه الذي صدر عام 1863 منعكسات المخ (Reflexes of the Brain)، أما المصطلح نفسه فقد صاغه إيفان بافلوف (Ivan Pavlov) الذي أشار إلى الظاهرة أيضًا باسم منعكس (اشتو إيتو تاكوي?) ( وتُكتب بالروسية: Что это такое? وتعني ما هذا؟). وتُعد الاستجابة التوجهية رد فعل تجاه مثيرات غير مألوفة أو مهمة. وقد خضعت الظاهرة في فترة الخمسينيات لدراسة منهجية على يد العالم الروسي يفجيني سوكولوف (Evgeny Sokolov)، الذي وثق أيضًا الظاهرة التي يُطلق عليها”الاعتياد”، ويقصد بها “تأثير الاعتياد” التدريجي و انخفاض الاستجابة التوجّهية مع تكرار التعرض للمثيرات.

## الفسيولوجيا
اكتشف الباحثون عددًا من الآليات الفسيولوجية المرتبطة بالاستجابة التوجهية، بما في ذلك التغيرات في الاستجابة الكهربائية للجلد الطورية والتوترية، ورسم المخ الكهربائي، ومعدل ضربات القلب عقب التعرض لمثيرات غير مألوفة أو مهمة. وتحدث تلك الملاحظات جميعها خلال ثوانٍ من التعرض للمثيرات. وتحديدًا، يتوافق رسم المخ الكهربائي للاستجابة التوجّهيّة خاصة مع موجات P300 وعنصر P300 من الجهد المتعلق بالحدث المرتبط بالاستجابة التوجّهيّة.

### الظواهر العصبيّة المرتبطة بالاستجابة التوجهية
لم يصل العلماء حتى الآن إلى فهم مواضع الاستجابة التوجهية في المخ فهمًا واضحًا. وفي دراسة باستخدام التصوير بالرنين المغناطيسي الوظيفي (fMRI) والاستجابة الكهربائية للجلد، اكتشف الباحثون أن المثيرات البصرية المرتبطة بالاستجابة الكهربائية للجلد النمطية في حالات الاستجابة التوجهية تتوافق أيضًا مع تنشيط الحصين، والقشرة الحزامية الأمامية، وقشرة الفص الجبهي البطنية الإنسية. ويُعتقد أيضًا أن تلك المناطق مسؤولة بشكلٍ كبير عن الانفعال، واتخاذ القرار، والذاكرة. كما تم أيضًا تسجيل الزيادات في القشرة المخيخية والقشرة خارِجَ الجسم المُخطَّط، وهما القشرتان اللتان تشاركان مشاركة كبيرة في الإدراك البصري والمعالجة.

## الوظيفة
عندما يواجه الفرد مثيرات جديدة في بيئته مثل ومضة ضوء مبهرة، أو صوت مدو مفاجئ، فإنه ينتبه إلى هذا المثير حتى قبل التعرف عليه. ويبدو أن المُنعكَس التوجهي يحدث حتى في مراحل النمو المبكرة، حيث يدير الأطفال رؤوسهم في اتجاه أي تغير في البيئة[بحاجة لمصدر]. وتُعتبر هذه الآلية، من المنظور التطوري، مفيدة في الاستجابة سريعًا للأحداث التي تتطلب رد فعل فوريًا.

### الاعتياد
كان الدافع الأساسي لسوكولوف للبحث في الاستجابة التوجهية دراسة الاعتياد. يؤدي حدوث المثير الجديد لأول مرة، ويُقصد به وفقًا لتعريف سوكولوف أي تغير عن “النموذج العصبي النشط حاليًا عند الفرد” (ما يركز الفرد عليه الآن) إلى الاستجابة التوجّهيّة. إلا أنه مع تكرار حدوث المحفز، تقل الاستجابة التوجّهيّة في قوتها حتى يتوقف حدوثها في نهاية المطاف.

### التوجّه في عمليةاتخاذ القرار
يُعتقَد أن الاستجابة التوجّهيّة تلعب دورًا أساسيًا في تكوين التفضيلات. ففي الدراسات التي أجراها زيميون وشيموجو (Simion & Shimojo) وجدا أنه عند تقديم شيئين للمشاركين ليختاروا من بينهما، فإن المشاركين كانوا يختارون الأشياء التي حملقوا فيها عند الاستجابة التوجيهية. وتحدث الحملقة أثناء وجود المثير أو بعد إبعاده، بل إن الإبعاد يؤدي إلى تثبيت الحملقة على الموضع الذي كان المثير فيه. ومن المثير للاهتمام أن الحملقة تنتهي بمجرد اتخاذ القرار، مما يشير إلى أن الحملقة هي سبب التفضيل وليس نتيجة له. وفي ضوء هذه الصلة السببية المفترَضة مع عدم الارتباط بوجود المثير من عدمه، يقول البعض أن اتجاه الحملقة يدعم آليات اتخاذ القرار في التحفيز على الانحياز لتفضيل معين.

### دور الاستجابة التوجيهية بين الانفعال والانتباه
يشترك كل من مدى جدة المثير وأهميته في حدوث الاستجابة التوجّهيّة. ويمكن لمدى الانفعال بالمثير خاصةً، والتي تتحدد بمدى فرحة الفرد بها، أن يؤثر على شدة الاستجابة التوجهيّة فيزيد من تركيز الانتباه على موضوعٍ ما. وقد أثبتت الدراسات أنه أثناء التعرض للصور الجديدة العادية والتي ينفعل الفرد بها انفعالاً كبيرًا، تؤدي كل من الصور المبهجة وغير المبهجة إلى ارتفاع مستويات الاستجابة الكهربائية للجلد بأكثر من الصور العادية. ومع تكرار التعرض للمثير، تقل مستويات استجابة الجلد بالنظر إلى مستوياتها عند التعرض للمثير لأول مرة، ولو أن معدل انخفاض مستوى يصبح أقل في حالة المحتوى الذي ينفعل الفرد به انفعالاً كبيرًا. وبالعكس، أظهرت الدراسات التي تضمنت ملاحظة تباطؤ القلب أثناء التعرض لمثير جديد لأول مرة أن التباطؤ يزيد في حالة المثيرات غير المبهجة زيادة ملحوظة عن المثيرات المبهجة والعادية. وتشير تلك النتائج إلى أن الاستجابة التوجهية تمثل مزيجًا من الاستجابات التي تشترك في رد الفعل على المثير المشترك. والأهم من ذلك، أن الاختلافات بين المثيرات التي تثير انفعالاً كبيرًا والمثيرات العادية تبين تأثير الانفعال في توجيه الانتباه بغض النظر عن كون المثير جديدًا أم لا.

## في الثقافة العامة
في الكتاب الذي أصدره عام 2007 بعنوان الهجوم على العقل (The Assault on Reason)، أثبت آل جور (Al Gore) أن مشاهدة التلفاز لها تأثير على الاستجابة التوجّهيّة، وهو تأثير يشابه الصدمات غير المباشرة.